# Fiat Dual Clutch Transmission
Il Fiat Dual Clutch Transmission (DCT) è un cambio a doppia frizione automatico a controllo elettronico, utilizzabile in modalità automatica o semiautomatica, sviluppato dall'azienda italiana Fiat Powertrain Technologies insieme alla Magneti Marelli e alla BorgWarner. Il cambio è stato progettato per vetture a trazione anteriore e posteriore.
Viene prodotto dal 2009 in due versioni: C635 a 6 rapporti per motori fino a 350 Nm di coppia e C725 a 7 rapporti per motori fino a 250 Nm di coppia massima.

## Descrizione
Progettato dalla divisione Fiat Powertrain Technologies (all'epoca guidata da Francesco Cimmino) insieme alla Magneti Marelli e al gruppo BorgWarner, il DCT è una trasmissione flessibile progettata con lo scopo di ottenere un cambio leggero e allo stesso tempo economico nella produzione. Infatti, la prima versione del cambio (codice DCT C635) condivide numerosi componenti con il cambio manuale di Fiat C635. Molto compatto, il DCT possiede tre alberi di trasmissione contenuti in una scatola di lega leggera, a sua volta divisa in due parti e con un supporto centrale a cuscinetti. Il differenziale è stato posto più vicino al motore, l'albero secondario superiore è più corto per favorire l'installazione sulle autovetture più piccole e compatte; inoltre, è presente un attuatore push-rod di tipo coassiale che aziona la frizione dedicata alle marce dispari; un sistema con cilindretto idraulico invece aziona le marce pari . Le due frizioni sono "a secco" e non in bagno d'olio.

## Versioni

### C635 6 rapporti
Trattasi della prima versione entrata in produzione nel 2009 presso lo stabilimento FPT di Biella a Verrone questo sei rapporti è in grado di essere adottato da vetture a motore trasversale e longitudinale fino ad una coppia massima di 350 Nm. Nelle autovetture a marchio Alfa Romeo il C635 dialoga con la centralina ed è possibile modificare la gestione dei rapporti attraverso il selettore Alfa Romeo DNA.
Viene utilizzato da:
- Lancia Delta III
- Alfa Romeo MiTo
- Alfa Romeo Giulietta (2010)
- Alfa Romeo 4C
- Abarth 1000
- Fiat 500L[6]
- Fiat Viaggio
- Dodge Dart (2012)
- Jeep Renegade
- Fiat 500X
- Fiat Tipo
- Alfa Romeo Tonale

### C725 7 rapporti
Il C725 è una versione a 7 rapporti sviluppata per motori fino a 250 Nm di coppia massima e destinata solo a vetture a trazione anteriore e motore trasversale e viene prodotto in Cina dalla joint-venture Fiat GAC. Due modelli dispongono attualmente di questa trasmissione, la Fiat Ottimo e la Fiat Viaggio, entrambe prodotte e vendute solo in Cina.
- Fiat Ottimo[7]
- Fiat Viaggio
- Alfa Romeo Tonale
- Jeep Compass

## Denominazione
Oltre ai codici progettuali, il gruppo Fiat assegna a questo tipo di trasmissione anche una denominazione commerciale per identificarlo all'interno dei listini di vendita dei vari modelli; l'Alfa Romeo lo identifica con la sigla TCT (Twin Clutch Transmission), la stessa Fiat a seconda dei mercati lo denomina DCT oppure DDCT ad esclusione del mercato americano dove viene denominato "Euro Twin Clutch Transmission" (ETCT). 